# Actinodendron ambonense
Actinodendron ambonense är en havsanemonart som först beskrevs av Casimir R. Kwietniewski 1897.  Actinodendron ambonense ingår i släktet Actinodendron och familjen Actinodendronidae. Inga underarter finns listade i Catalogue of Life.